# 直接民權
直接民權即為人民直接參與表達國家意志的民權，有內涵不同的定義版本。通常政府會以選舉，罷免，創制，複決等四種（廣義的）公民投票，讓人民清楚表達民意後，作為政府施政的依據；不過也衍生出不同的方向。一種是讓人民選舉代表人後，由代表人代表選舉民眾行使民權，這種以人民所選出的代表來間接代替人民行使權力的民主類型，即稱為間接民主，也就是人民僅能選舉代表人，無法再對選出的代表人的任期內若是失去選民信任的政治責任以及議會的法律案通過與否多所置喙。如果人民另外以公民直接投票的方式，對民選代表在任期中有罷免權，對議會的法律案有創制權、複決權，後三者則不是選舉權這種間接民權，而是選民對民選代表的在任與否與議會的法律案通過與否，有著更強大控制程度的直接民權、或某種定義下的直接民主制（在某些定義下，直接民主的直接程度不必作到人民群眾直接集會議事，而以是否有此三種直接民權為判斷標準即可，而此三權皆屬於直接民權之一）。
以行使間接民權為主的政治，也稱為代議政治或代議民主制，此種政治流弊甚多，故又引發「直接民權」的改革。最早由瑞士實施直接民權，後流行至美國多州。第二次世界大戰後，舉辦公民投票行使罷免權、創制權、或複決權這類直接民權的國家越來越多，中華民國憲法第十七條規定人民有選舉、罷免、創制、複決權，但在臺灣實行的憲政實務上，早期僅在法制上建立若干罷免制度，完整的直接民權（創制、複決）在中華民國建國近百年時，才完成立法、並對若干議題舉辦過數次（狹義的）公民投票。